# Luxaviation
Fondée en 2008, Luxaviation est le premier opérateur d'aviation d'affaires en Europe, et le second au monde avec plus de 250 avions.

## Histoire
En 2011, Luxaviation acquiert l'opérateur allemand Fairjets puis, en 2013, l'opérateur Abelag, leader de l'aviation d'affaire en Belgique et, en 2015, Execujet et l'intègre au groupe.

## Gouvernance
Son PDG est le luxembourgeois Patrick Hansen. Il est à l’origine de la décision de justice qui a déclaré illégal l’accès du grand public au registre des bénéficiaires effectifs de sociétés, au nom du respect de la vie privée.

## liens externes
- site de l'entreprise.
- Luxaviation sur le site du Quotidien.